# Bánfalvy Ágnes
Bánfalvy Ágnes (Budapest, 1954. április 30. –) magyar színésznő.

## Életpályája
Az általános és középiskola elvégzése után 1972-ben felvételt nyert a Színház és Filmművészeti Főiskolára. Tanárai voltak Szinetár Miklós és Babarczy László. 1976-ban diplomázott, ezután a Vígszínházba szerződött, ahol Várkonyi Zoltán, Marton László, Kapás Dezső és Horvai István irányították.
A Jó estét, nyár jó estét szerelem című darabban Presser Gábor híres dalát, a Szilvavacsorát vitte sikerre. Szerepelt Darvas Iván, Major Tamás, Bulla Elma és Balázsovits Lajos társaságában. 1978–1982 között a Mafilm színésztársulatának volt a tagja. 1978-ban Nívódíjjal tüntettek ki. Olyan filmekben szerepelt, mint az Abigél (1978) és a Mephisto.
1981-ben elhagyta Magyarországot és az akkori férjével Bokor Attilával a (Color együttes dobosa) Svédországba  távoztak. Később Párizsba utaztak ahol egy filmes szereplőválogatáson Jean-Luc Godard Passion' című filmjében kapott szerepet Michel Piccoli partnereként. A film elnyerte a New York-i filmkritikusok díját. Később férjével az Amerikai Egyesült Államokba utaztak kezdtek új életet. 1982-ben felvételt nyert a New York-i Columbia Egyetem angol tagozatára. 1984-ben Kaliforniába költözött, ahol a California State University of Los Angeles tanára lett. Házassága az amerikai évek alatt megromlott és elvált Bokor Attilától. 1992-ben végleg hazaköltözött és színészi pályáját Magyarországon folytatta.
1994-ben a Los Angelesben lévő Aréna Theaterben rendezte meg Shakespeare: Vízkereszt, vagy amit akartok című darabját.
Külföldi filmje például az Orson Welles életét feldolgozó Big O című film, ahol John Houseman, Susan Strasberg, Peter Bogdanovich és Henry Jaglom voltak társai. Szerette a Júlia kisasszony címszerepét is. 1992-ben jött haza. Itthon az Amerikai rapszódia (2001) Helenje volt, Nastassja Kinski, Scarlett Johansson, Colleen Camp és Tony Goldwyn mellett.
Ezután is szerepelt hazai produkciókban mint például Bacsó Péter Hello Doki (1997) című tv-sorozat női főszerepét alakította.
2000–2002 között a Kolibri Színházban a Scabaret című angol improvizációs kabaréban játszott. 2002-ben Glimmers néven angol nyelvű színtársulatot alapított, melyben ismét rendezőként is működött. Még ebben az évben megkapta a Beau Monde magazin közönségdíját.
Olyan új magyar sikerfilmekben is szerepelt, mint a Getno (2004), Állítsátok meg Terézanyut! (2004). Különböző szereposztásban a József Attila Színházban, a Ruttkai Éva Színházban és a Gózon Gyula Színházban is szerepel.

## Magánélete
Első férje Bokor Attila volt, a Color együttes dobosa, majd később filmrendező. Második férje Horváth Csaba (1971) filmrendező. Az utóbbi házasságban született a fiuk, Oliver W. Horvath (1992).

## Díjai
- 1978: Nívódíj
- 1996: Aranypillangó-díj
- 2002: Beau Monde magazin közönségdíja
- 2004: Kolárovo-díj
- 2005: Legjobb női alakítása díja (Meteorit Nemzetközi Színházi Fesztivál)
- 2012: Pepita-díj
- 2024: Zugló díszpolgára[5]

## Színházi szerepei
A Színházi adattárban regisztrált bemutatóinak száma: 39.
- Kosztolányi Dezső: Édes Anna....Vízyné
- Alkonyzóna - Hajléktalan költők, írók antológiája
- Mary Chase: Barátom, Harvey....Betty Chumley
- Machiavelli Niccolo: Clízia, szépleány!....Sofronia, a feleség
- Vörösmarty Mihály: Csongor és Tünde....Tünde
- Kal Pintér Mihály: Don Quijote gyermeke....Mesélő
- Kosztolányi Dezső: Édes Anna....Vízyné
- Lope de Vega: A furfangos menyasszony
- Nell Dunn: Gőzben
- Hunyady Sándor: A három sárkány
- Christopher Hampton: Hollywoodi mesék....Helene Weigel
- Görgey Gábor: Huzatos ház....Rábayné
- Molnár Ferenc: Játék a kastélyban....Ilona
- Fejes Endre: Jó estét nyár, jó estét szerelem....Gyümölcsárus lány
- Bernard Slade: Jövőre veled ugyanitt 1....Doris
- Hunyady Sándor: Júliusi éjszaka....A ház úrnője, Rache
- Déry Tibor: Kedves Bópeer...!....Kati
- Botho Strauss: Kicsi és nagy....Lotte
- Arisztophanész: Madarak....Fácántyúk
- Alan Alexander Milne: Micimackó
- Goldoni: Mirandolina....Dejarina
- Ödön von Horváth: Mit csinál a kongresszus?....Elnöknő
- Viktor Jerofejev: Moszkvai szépség....Irina Tarakanova
- Robert Thomas: Nyolc nő....Gaby
- Claude Magnier: Oscar....Madame Barnier
- Dario Fo: Ördög bújjék...!....Pizzocca
- Udvari páholy
- Noel Coward: Vidám kísértet....Madame Arcati
- Girolamo Bargagli: A zarándoknő....Giglietta, a dajka
- Bernard Slade: Jövőre veled ugyanitt 2...Doris

### Rendezései
- P. L. Travers: Mary Poppins
- A nagy szerep
- Beaumarchais: Figaro házassága

## Filmjei

### Játékfilmek
- A kenguru (1975)
- Az idők kezdetén (1975)
- Kísértet Lublón (1976)
- Ki látott engem? (1977)
- Dóra jelenti (1978)
- A néma dosszié (1978)
- Egyszeregy (1978)
- Szabadíts meg a gonosztól (1979)
- Kojak Budapesten (1980)
- Csontváry (1980)
- Mephisto (1981)
- Ideiglenes paradicsom (1981)
- Csúcsközelben (1990)
- Törvénytelen (1994)
- Stationary (1996)
- Túl az életen (1997)
- 6:3 (1998)
- Amerikai rapszódia (2001)
- Kémjátszma (2001)
- Szemétdomb (2001)
- Chacho Rom (2002)
- A miskolci boniésklájd (2004)
- Getno (2004)
- Állítsátok meg Terézanyut! (2004)
- Mansfeld (2006)
- Konyec (2007)
- Noé bárkája (2007)
- Kaméleon (2008)
- Kalandorok (2008)
- „…öreganyám, nagyvilág, jól megjegyezd a nevemet!” - Emléktöredékek Szabó Magdáról (2008)
- Álom.net (2009)
- Argo 2. (2013)
- Budapest Noir (2017)
- A kém, aki dobott engem (2018, magyar hangja Hirling Judit)

### Tévéfilmek
- A gonosztevő (1974)
- Adalék (1974)
- Trisztán (1975)
- Az utolsó tánctanár (1975)
- A vihar (1976)
- Csillagok változásai (1975)
- Katonák (1977)
- Haszontalanok (1976)
- Krétakör (1978)
- Abigél 1-4. (1978)
- Dániel 1-6. (1978)
- Philemon és Baucis (1979)
- Képviselő úr (1979)
- Fekete rózsa (1980)
- Hol colt, hol nem colt (1980)
- Utolsó alkalom (1981)
- Jegor Bulicsov és a többiek (1981)
- A filozófus (1981)
- A Mi Ügyünk, avagy az utolsó hazai maffia hiteles története (1982)
- A pályaudvar lovagja (1993)
- Kisváros (1994)
- Helló, Doki (1997)
- Családi kör sorozat Átültetés című része (2000)
- Capitaly (2002)
- Rendőrsztori (2002)
- A pesti légionárius
- Naftalin
- Válótársak (2017)
- Jóban Rosszban (2017)
- Barátok közt (2020–2021)
- Apatigris (2021)

## Szinkronszerepek

### Filmes szinkronszerepei[7][8]
| Cím                       | A film elkészülte | Magyar változat (szinkron) | Szerep          | A szinkronizált színész |
| ------------------------- | ----------------- | -------------------------- | --------------- | ----------------------- |
| Szabadítsátok ki Willyt!  | 1993              | 1994                       | Annie Greenwood | Jayne Atkinson          |
| Téboly (Alfred Hitchcock) | 1972              | (2. szinkron)              | Babs Milligan   | Anna Massey             |

### Filmsorozatbeli szinkronszerepei
| Cím                         | A film elkészülte | Magyar változat (szinkron) | Szerep   | A szinkronizált színész |
| --------------------------- | ----------------- | -------------------------- | -------- | ----------------------- |
| Columbo: Kapj el, ha tudsz! | 1977              | 1994. április 26.          | Veronica | Mariette Hartley        |

## Könyve
- Aranycsillagom; feljegyezte, összeáll. Kocsis Attila, előszó Sütő Péter; New Bridge, Bp., 1995 (Humphrey könyvei)